# Start- und Landebahn

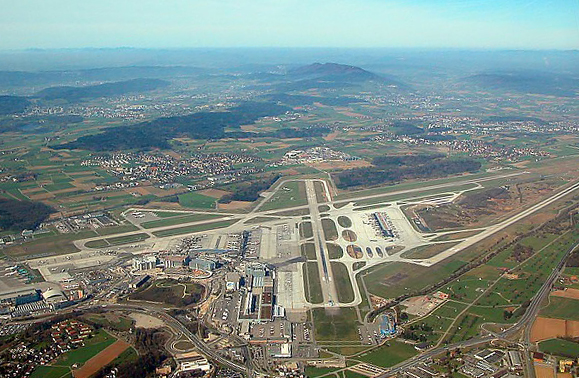
Pistensystem des Flughafens Zürich aus der Vogelperspektive

Die Start- und Landebahn (SLB) oder Piste ist die – häufig befestigte – Fläche eines Flugplatzes oder Flugzeugträgers, auf der einerseits startende Flugzeuge bis zur Abhebegeschwindigkeit beschleunigen und dann abheben, andererseits landende Flugzeuge aufsetzen und abbremsen oder ausrollen. Für den Beschleunigungsweg wird eine längere Pistenlänge benötigt als für den Bremsweg der Landung. Meist werden Pisten sowohl für Starts als auch für Landungen benutzt. In seltenen Fällen können Faktoren wie zum Beispiel eine Hindernissituation oder eine spezielle Rolllogistik eine ausschließliche Nutzung für Starts oder Landungen bedingen. Dies ist z. B. am Flughafen Frankfurt Main der Fall.
Im englischen Sprachgebrauch existiert deswegen auch nur der Ausdruck runway (abgekürzt als RWY). In der deutschen Fachsprache wird synonym für Start- und Landebahn auch Piste oder kurz Bahn verwendet. In der Schweiz, Österreich und im deutschsprachigen Flugfunk verwendet man ausschließlich die Bezeichnung Piste.
Eine Bahn wird aus Sicherheitsgründen zu jedem Zeitpunkt nur von einem Flugzeug benutzt, insbesondere dann, wenn diese als Startbahn und als Landebahn verwendet wird. Ausnahmen sind der Flugzeugschlepp oder der gemeinsame Start beim Formationsflug. Die Starts und Landungen erfolgen teilweise jedoch in sehr schneller Abfolge; vor allem an Flugplätzen mit hoher Auslastung ist oft zu beobachten, dass am Ende der Start-/Landebahn ein Flugzeug abhebt, während auf der anderen Seite ein anderes Luftfahrzeug kurz vor der Landung steht. Weil jedes Flugzeug eine Wirbelschleppe hinter sich verursacht, muss ein gewisser Abstand zwischen startenden und landenden Flugzeugen eingehalten werden.
Diese Bahnen gehören zur Flughafeninfrastruktur.

## Bauliche Ausführung

### Oberfläche/Unterbau

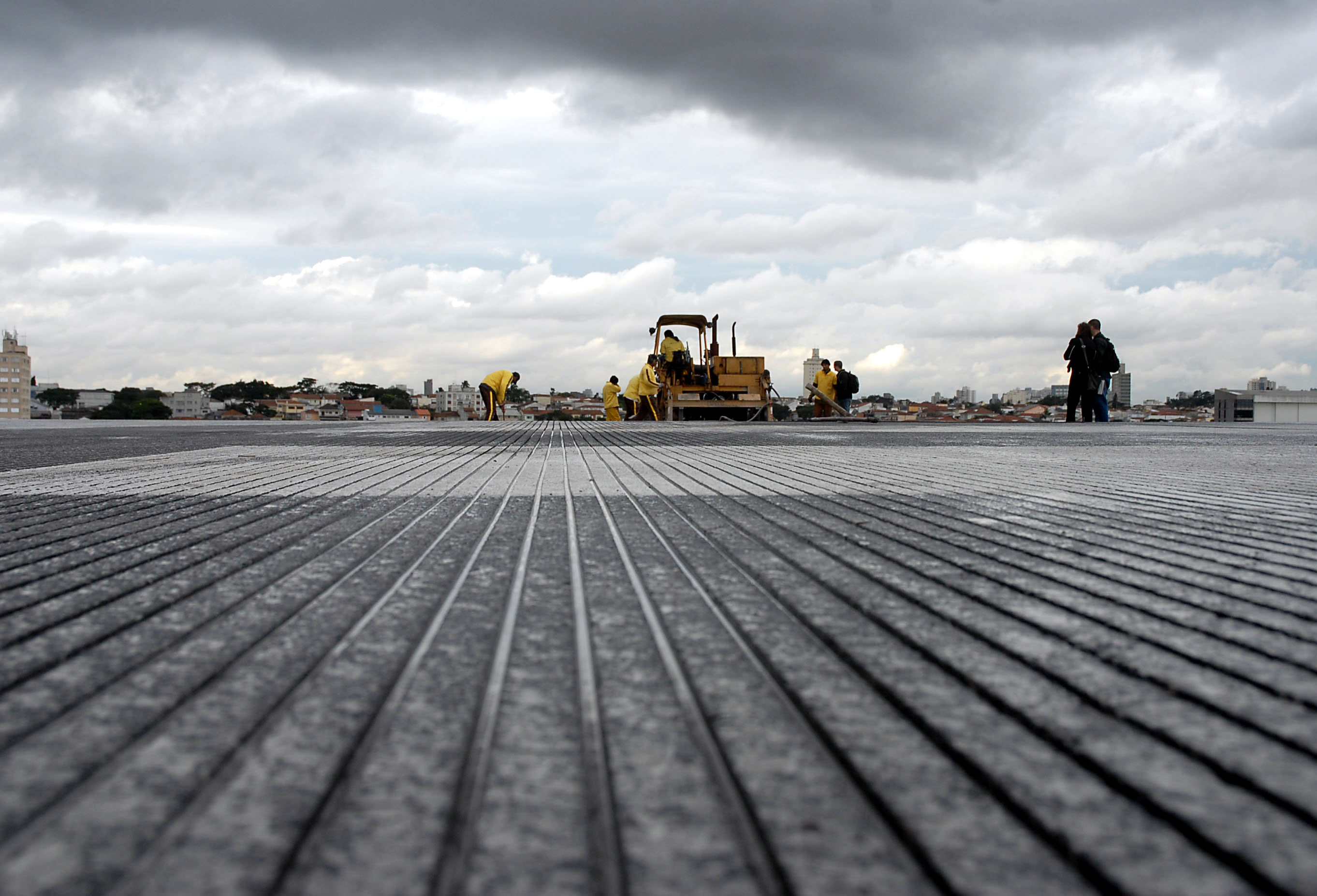
Runway am Flughafen São Paulo–Congonhas mit Grooving bei Bauarbeiten

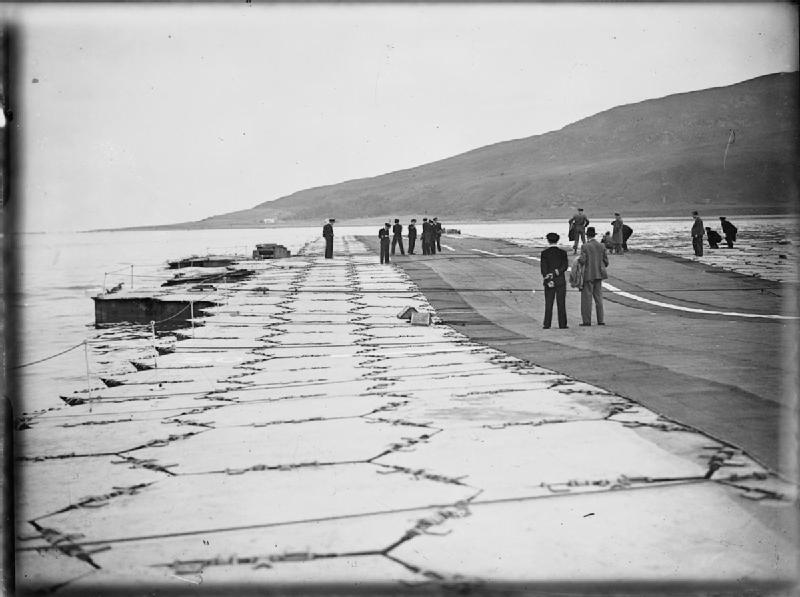
Schwimmende Landebahn 'Lily' in Lamlash (Schottland) im Zweiten Weltkrieg

Je nach Belastung, der eine Start- und Landebahn im Betrieb ausgesetzt ist, kommen unterschiedliche Konstruktionsprinzipien in Betracht. Während leichte Flugzeuge auf einfachen kurzgemähten Grasbahnen starten und landen können, ist dies den meisten schweren Verkehrsflugzeugen nicht möglich, da ihre Fahrwerke den Boden zu stark deformieren würden. Die meisten Verkehrsflughäfen besitzen daher mindestens eine befestigte Start- und Landebahn. Die Stärke des Belages reicht von 25 cm bis hin zu 130 cm für hochbelastete Bahnen wie bei der neuen Südbahn des Flughafens Berlin Brandenburg. Als Belag kommt entweder Asphalt oder Beton zum Einsatz. Beton wird aufgrund seiner längeren Lebensdauer von bis zu 40 Jahren vorwiegend an großen Flugplätzen genutzt, der günstigere Asphalt mit einer Lebensdauer von 15 bis 20 Jahren an kleineren Flugplätzen. Die Oberflächen müssen bei allen zu erwartenden Wetterverhältnissen ein gutes Reibungsverhalten aufweisen und frei von Unregelmäßigkeiten sein, um den bestmöglichen Ablauf der Flugbewegungen sicherzustellen. Bei Betonpisten ist der Boden oft in Querrichtung gerillt („Grooving“), damit das Wasser abfließen kann und kein Aquaplaning entsteht.
Unbefestigte Pisten bestehen aus Grasnarbe, Schotter, trockenem Erdboden oder Sand. Es gibt auch Pisten auf geeigneten ausgetrockneten Salzseen, wie bei der Edwards Air Force Base. Auch sie werden so eben wie möglich gebaut und bei Grasbewuchs kurz gemäht, um ein ungehindertes Rollen der Flugzeuge zu gewährleisten. Nach starken Regenfällen können sie unbenutzbar sein. Um dem vorzubeugen, kann der Boden entweder vor dem Bau des Flugplatzes drainiert oder mit eingelegtem Gittermaterial verstärkt werden (beispielsweise beim Flugplatz Speck-Fehraltorf in der Schweiz).
Die Tragfähigkeit von Start- und Landebahnen kann mit der Pavement Classification Number klassifiziert werden.
Auch bei Landeplätzen für Wasserflugzeuge spricht man teilweise von Start- und Landebahnen.

### Länge und Breite

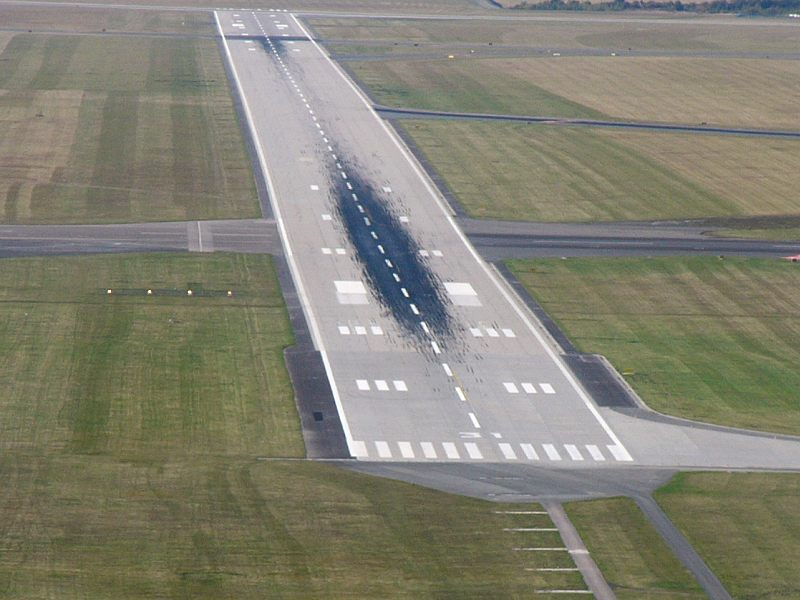
Landebahn (RWY 31) am Flughafen Ruzyně in Prag

Beispiel für ein Pistensystem. Grau: Start- und Landebahnen, blau: Rollbahnen (taxiways)

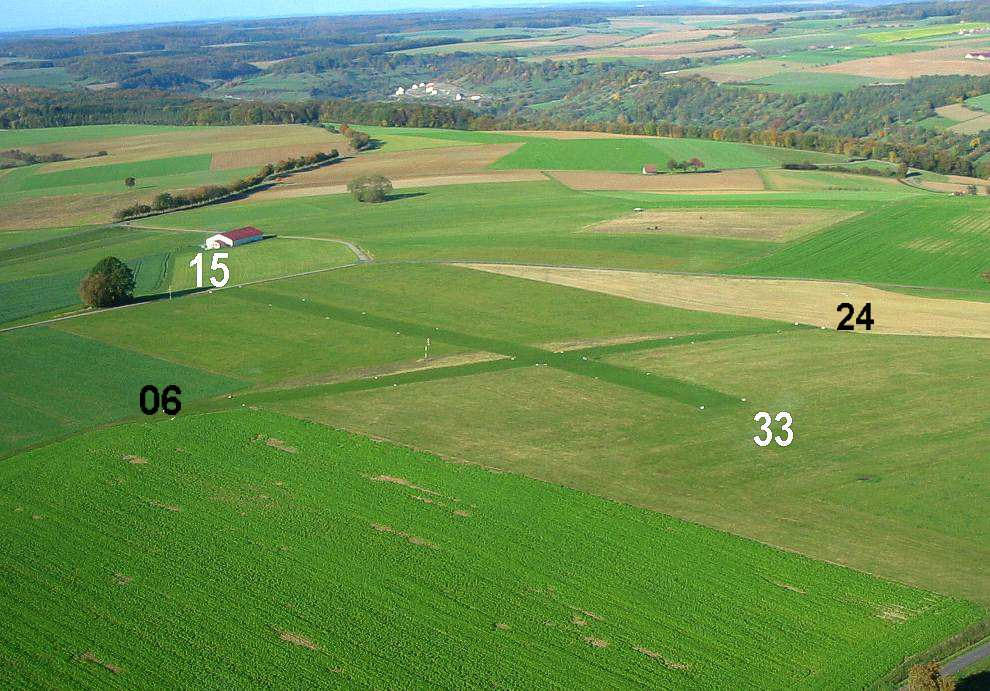
Das Ultraleichtfluggelände Hohebach hat zwei gekreuzte Start- und Landebahnen von 230 bzw. 290 m Länge

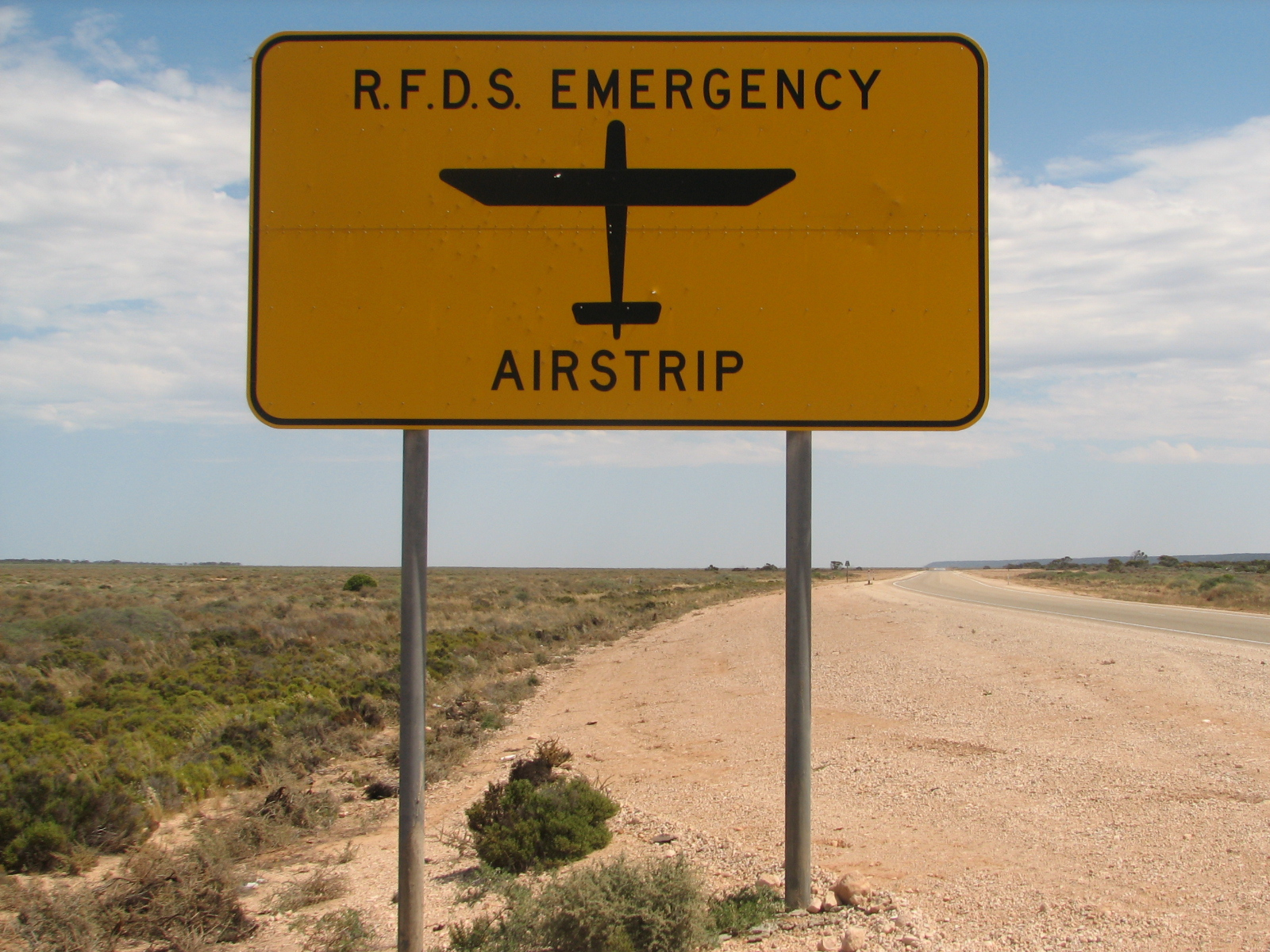
Im australischen Outback werden normale Straßen zugleich als Landebahnen genutzt (Royal Flying Doctor Service)

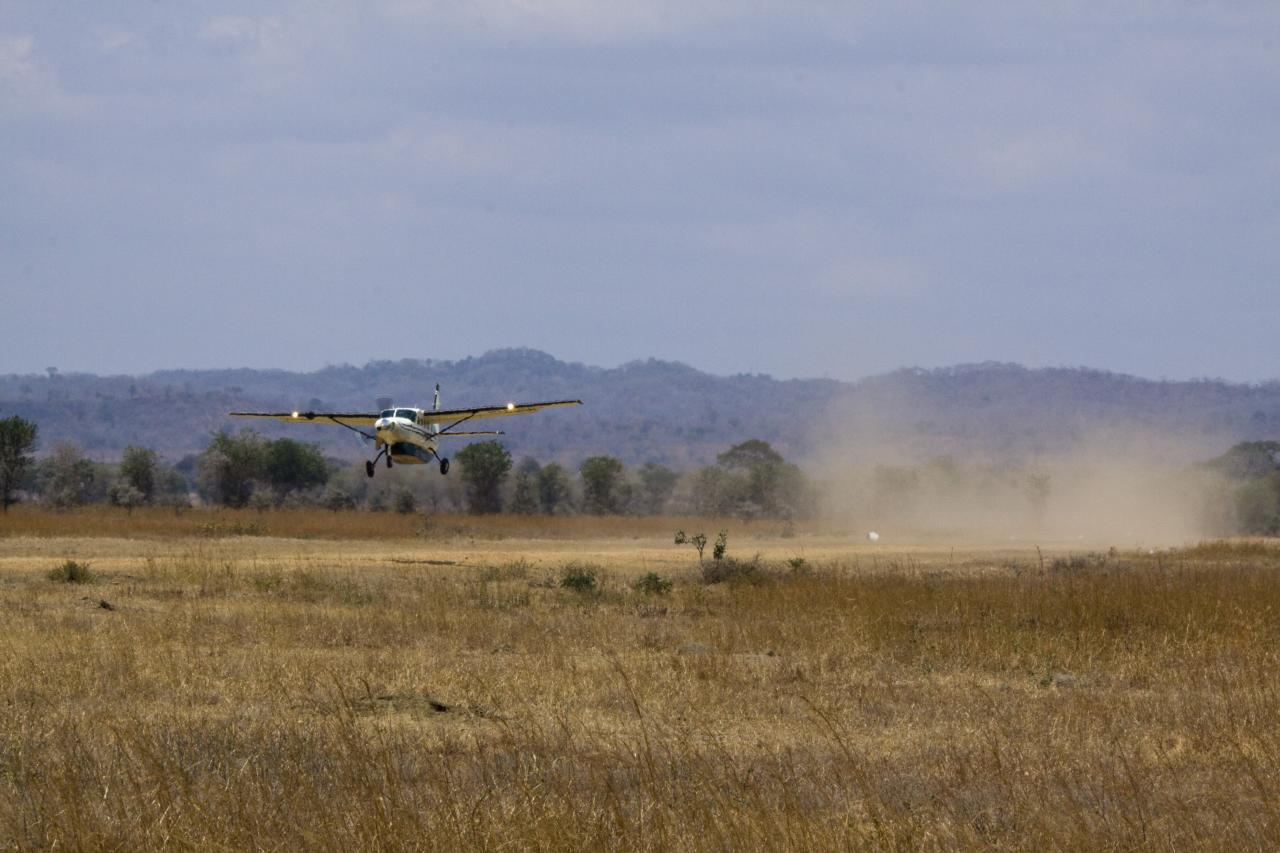
Ein einfacher Flugplatz lediglich bestehend aus einer Sandpiste: Mikumi Airstrip in Tansania

Die Länge und Breite der Start- und Landebahn hängt vom „Bemessungsflugzeug“ ab. Dies ist das Luftfahrzeug, das auf der entsprechenden Start-/Landebahn am häufigsten betrieben wird. Für größere Luftfahrzeuge wird dann bei Notwendigkeit eine eventuelle Ausnahmegenehmigung erteilt. So kann der Einsatz großer Flugzeuge auf Interkontinentalstrecken zu einem sehr hohen maximalen Startgewicht führen, was wiederum eine Startbahnlänge von 3000 bis 4000 Metern erfordern kann. Ist die erforderliche Länge nicht gegeben, führt dies zu Beschränkungen der Flugzeuge bezüglich ihres Gewichtes und folglich ihrer Reichweite. Standortbezogene Faktoren haben ebenfalls einen Einfluss auf die Mindestlänge der Pisten. Eine verminderte Triebwerksleistung und ein verschlechterter Auftrieb entstehen durch:
- hohe Temperaturen am Standort (warme Luft dehnt sich aus und ist deshalb dünner als kalte). Deswegen müssen die Bahnen prozentual je nach Flugplatzbezugstemperatur verlängert werden. Diese entspricht der durchschnittlichen Tageshöchsttemperatur des heißesten Monats des Jahres.[5]
- die hohe Lage eines Flugplatzes über dem Meer, es resultiert geringerer Luftdruck.

Die Breite der Start- und Landebahnen wird ebenfalls von den technischen Daten der Flugzeuge beeinflusst. Für die meisten gängigen, großen Flugzeugtypen genügt die Standardbreite vieler Bahnen von 45 Meter. Ein Großraumflugzeug wie der A380 benötigt eine Bahnbreite von 60 Metern. Allerdings erteilte die A380 Airport Compatibility Group (AACG) für gewisse Flugplätze eine Ausnahmegenehmigung für 45 Meter breite Landebahnen.
Bei den Militärflugplätzen werden die Start- und Landebahnen auch entsprechend den Flugzeugtypen gebaut, von denen sie benutzt werden sollen. Viele Strahlflugzeuge benötigen eine Bahnlänge um die 2,5 Kilometer, wogegen zahlreiche (vor allem kleinere) Propellermaschinen mit sehr kurzen Strecken auskommen.
Einigen Ultraleichtflugzeugen genügt eine Start- oder Landestrecke von deutlich unter 100 Meter. Ultraleichtfluggelände haben typischerweise Grasbahnen um 250 Meter Länge.
Unterteilt werden die Bahnen nach ICAO-Annex 14 in vier Längen- und sechs Breitenkategorien welche durch einen zweistelligen Code ausgedrückt werden:
| 1. Stelle | 1. Stelle              | 2. Stelle     | 2. Stelle         |
| Codezahl  | Bezugsstartbahnlänge 1 | Codebuchstabe | Flügelspannweite  |
| --------- | ---------------------- | ------------- | ----------------- |
| 1         | weniger als 800 m      | A             | weniger als 15 m  |
| 2         | 800 bis unter 1200 m   | B             | 15 bis unter 24 m |
| 3         | 1200 bis unter 1800 m  | C             | 24 bis unter 36 m |
| 4         | 1800 m und mehr        | D             | 36 bis unter 52 m |
|           |                        | E             | 52 bis unter 65 m |
| F         | 65 bis unter 80 m      |               |                   |

1 In Spanien ist die erste Stelle abweichend definiert: Flugplatz-Längenklassen Spanien
Für die Einordnung ist auch eine Mindestbreite notwendig, bei Neuanlagen wird diese Bahn ansonsten nicht genehmigt.
Die längste Bahn der Welt in der zivilen Luftfahrt hat eine Länge von 5500 Meter (14/32) am Flughafen Qamdo-Bamda (ICAO-Code: ZUBD) und liegt im Autonomen Gebiet Tibet (VR China) auf 4334 Meter Höhe über dem Meer. Die längsten Flugpisten überhaupt findet man bei militärischen Erprobungsstätten auf ausgetrockneten Salzseen wie Groom Lake und Edwards Air Force Base mit Längen bis zu 11,92 Kilometern. Die kürzeste Bahn eines Verkehrsflughafens für Flugzeuge mit Strahltriebwerken weist der brasilianische Flughafen Rio de Janeiro-Santos Dumont auf; die Bahnlänge beträgt nur 1323 Meter.

Unmittelbar um die Start- und Landebahn herum ist der Sicherheitsstreifen genehmigungsrechtlich festgelegt. Dieser hat je nach Größe der Start- und Landebahn und Nutzung (Instrumentenflug (IFR)/Sichtflug (VFR)) eine Breite von je 30 Meter (VFR) rechts und links der Bahn bis zu 150 Meter (IFR, Codezahl 3 und 4) je Seite und muss eingeebnet und hindernisfrei sein. Innerhalb des Streifens darf sich als Hindernis aus flugsicherungstechnischen Gründen nur der Gleitwegsendemast und der Monitormast befinden. Der Streifen beginnt bei 30 (VFR) bis 60 Metern (IFR) vor der Bahn und endet bei 30 oder 60 Metern nach Ende der Bahn. Vor und hinter dem Streifen befindet sich jeweils die RESA (Runway end safety area – Start-/Landebahnendsicherheitsfläche). Die RESA hat eine Länge von min. 30 (VFR) bis zu 90 Metern (IFR, von ICAO empfohlen 240 Meter bei IFR). Die Breite beträgt die des Streifens, mindestens aber doppelte Bahnbreite.
Der Punkt auf der Bahn, an dem ein landendes Luftfahrzeug frühestens aufsetzen darf, wird als Landeschwelle (englisch: Threshold) bezeichnet. Die Markierung dieser Schwelle sieht wie ein Zebrastreifen aus. Davon zu unterscheiden ist der reale Aufsetzpunkt, der je nach Bahnlänge, Fluggerät und Windbedingungen mehr oder weniger weit hinter der Schwelle liegen kann.
Am Ende der Bahn kann unter Umständen je nach Hindernissituation eine Freifläche (Clearway) eingerichtet werden. Deren Länge ergibt mit der vorhandenen Startlaufstrecke TORA (take off run available) die TODA (take off distance available). Ebenso könnte unter Umständen ein Stopway eingerichtet werden. Dieser Stopway addiert sich zur vorhandenen TORA und ergibt die maximale ASDA (accelerate stop distance available).

### Ausrichtung
Während in der Anfangszeit der Luftfahrt die Flugplätze in Deutschland meist rund und so in jeder Richtung benutzbar waren, werden heute die Start- und Landebahnen so gebaut, dass sie in ihrer Richtung den lokalen Windverhältnissen angepasst sind. Flugzeuge starten und landen grundsätzlich gegen den Wind, um maximalen Auftrieb zu erzeugen und die Start- bzw. Landestrecke zu verkürzen. Aus diesem Grund ist die Hauptbahn idealerweise nach der Hauptwindrichtung gebaut. Leichte Abweichungen hiervon können durch geographische Gegebenheiten sowie Anflugverfahren notwendig werden. Die Lage weiterer Bahnen soll so gewählt werden, dass der Benutzbarkeitsfaktor des Flughafens mindestens 95 % beträgt. Falls an einem Standort häufig so starke Querwinde bestehen, dass die Hauptbahn nicht permanent betrieben werden kann, sollte eine Querwindbahn in gekreuzter Ausrichtung vorhanden sein. Zur Planung der Start- und Landebahn-Ausrichtungen sollten über mindestens fünf Jahre hinweg mehrmals täglich Beobachtungen der Windverteilung gemacht werden, um eine möglichst hohe Benutzbarkeit der Bahnen zu gewährleisten.
Eine besonders schwierige Situation entsteht, wenn Scherwindsituationen (englisch: windshear) auf der Start- bzw. Landebahn herrschen. Scherwinde sind durch den Boden umgeleitete Auf- und Abwinde, die als starke Böen in Erscheinung treten. Im Wetterradar kann man zwar Schlechtwettergebiete schon weit im Voraus erkennen und umfliegen, Scherwinde werden jedoch nicht angezeigt.
Allerdings gibt es inzwischen ein sogenanntes windshear warning system, welches nicht nur eine Windscherung erkennt, wenn sie aktuell auftritt (hervorgerufen durch mehr als 15 kts vertikaler oder 500 fpm horizontaler Abweichung (Def.)), sondern auch ein sogenanntes „Predictive Windshear System“, welches auch vor dem Flugzeug liegende große Auf- und Abwindfelder erkennt. Wenn das Risiko zu groß wird, muss auf einem anderen Flughafen gelandet werden.

### Konfigurationen
Meteorologische und geographische Faktoren an Flugplätzen erfordern verschiedene Konfigurationen der Start- und Landebahnen. Mögliche Konfigurationen sind das Einbahn-, das Parallelbahn-, das Kreuzbahn- und das V-Bahnsystem sowie Kombinationen daraus. Die Kapazität, als maximal mögliche Anzahl an Flugbewegungen wird maßgeblich, aber nicht ausschließlich vom Bahnensystem bestimmt. Weitere kapazitätslimitierende Einflussfaktoren sind Wind- und Sichtverhältnisse, Verzögerungen bei hohem Verkehrsaufkommen, Staffelungen, vorhandene Navigationshilfen, Flugzeugmix, An- und Abflugverfahren sowie die Kapazität der Vorfelder und der Rollbahnen. Die dadurch ermittelte Kapazität stellt keinen absoluten Wert dar, sondern einen simulierten Annäherungswert.
Die einfachste Variante ist das Einbahnsystem, bei dem nur eine Start- und Landebahn in Hauptwindrichtung vorhanden ist. Es wird v. a. von kleineren Flugplätzen genutzt, die keine ungünstigen Querwinde vorzuweisen haben. Mit diesem System können je nach bodentechnischen Einrichtungen jährlich 180.000 bis zu 230.000 Flugbewegungen durchgeführt werden.
Bei einem Parallelbahnsystem sind zwei oder mehr Bahnen in paralleler Anordnung vorhanden. Dies setzt wie beim Einbahnsystem voraus, dass am Standort kaum starke Gegenwinde, die den Betrieb einschränken würden, vorhanden sind. Dabei sind der Abstand und der Versatz der Bahnen voneinander entscheidend dafür, um wie viele Bewegungen sich die Kapazität erhöht. Dieser Abstand, der über die Betriebsart entscheidet, wird anhand der Distanz der Bahnmittellinien voneinander gemessen. Hierbei gibt es eine Unterscheidung nach nahem, weitem und mittlerem Bahnabstand („close“, „far“, „intermediate“). Ein Abstand von über 1035 Metern bedeutet, dass die Bahnen unter jeglichen Bedingungen unabhängig voneinander betrieben werden können (Ausnahme: Schwellenversatz der beiden Bahnen). Dies führt zu einer verdoppelten Kapazität von maximal 120 Bewegungen pro Stunde oder 310.000 bis 380.000 Flugbewegungen pro Jahr. Bei einem Abstand von unter 1035 Metern ist kein unabhängiger Betrieb beider Bahnen möglich. Je nach Abstand entstehen unterschiedlich starke Abhängigkeiten, welche die Kapazität des Bahnsystems maximal auf die Kapazität eines Einbahnbetriebes reduzieren können.
Beim Kreuzbahnsystem handelt es sich um zwei Bahnen unterschiedlicher Ausrichtung, die sich an einer Stelle kreuzen. Die unterschiedliche Ausrichtung der Bahnen wird durch Winde aus verschiedenen Richtungen bedingt. Wären an solchen Standorten nur Bahnen einer Ausrichtung vorhanden, würde dies zu einer Kapazitätseinschränkung bei starken Seitenwindverhältnissen führen. Durch die Bahnen unterschiedlicher Ausrichtung ist gewährleistet, dass eine Bahn immer den Windverhältnissen entspricht. Bei geringen Windstärken können sogar beide Bahnen betrieben werden. Die Kapazität ist beim Kreuzbahnsystem zusätzlich zur Betriebsrichtung stark von der Lage des Schnittpunktes beider Bahnen abhängig. Je geringer die Entfernung des Schnittpunktes von den Enden der Bahnen ist, desto höher ist die Kapazität des Systems.
Das V-Bahnsystem ähnelt in seiner Konfiguration dem Kreuzbahnsystem, jedoch schneiden sich die beiden Bahnen unterschiedlicher geographischer Richtung nicht. Die Bahn mit der vorherrschenden Betriebsrichtung wird auch als Hauptbahn bezeichnet, und die andere dementsprechend als Querwindbahn. Bei starkem Wind wird die Kapazität eingeschränkt, da in diesem Fall nur eine Bahn betrieben werden kann. Dahingegen können bei leichtem Wind beide Bahnen simultan genutzt werden. Eine höhere Kapazität wird erreicht, wenn die Bewegungen vom V wegführend stattfinden. In diesem Fall können bis zu 100 Flugbewegungen stündlich stattfinden.
Ein Zukunftskonzept ist die kreisrunde „Endless Runway“ („endlose Runway“), die den Flächenverbrauch, die Lärmbelastung und die Kosten künftiger Start- und Landebahnen deutlich reduzieren soll.

Beispielhafte Anordnungen
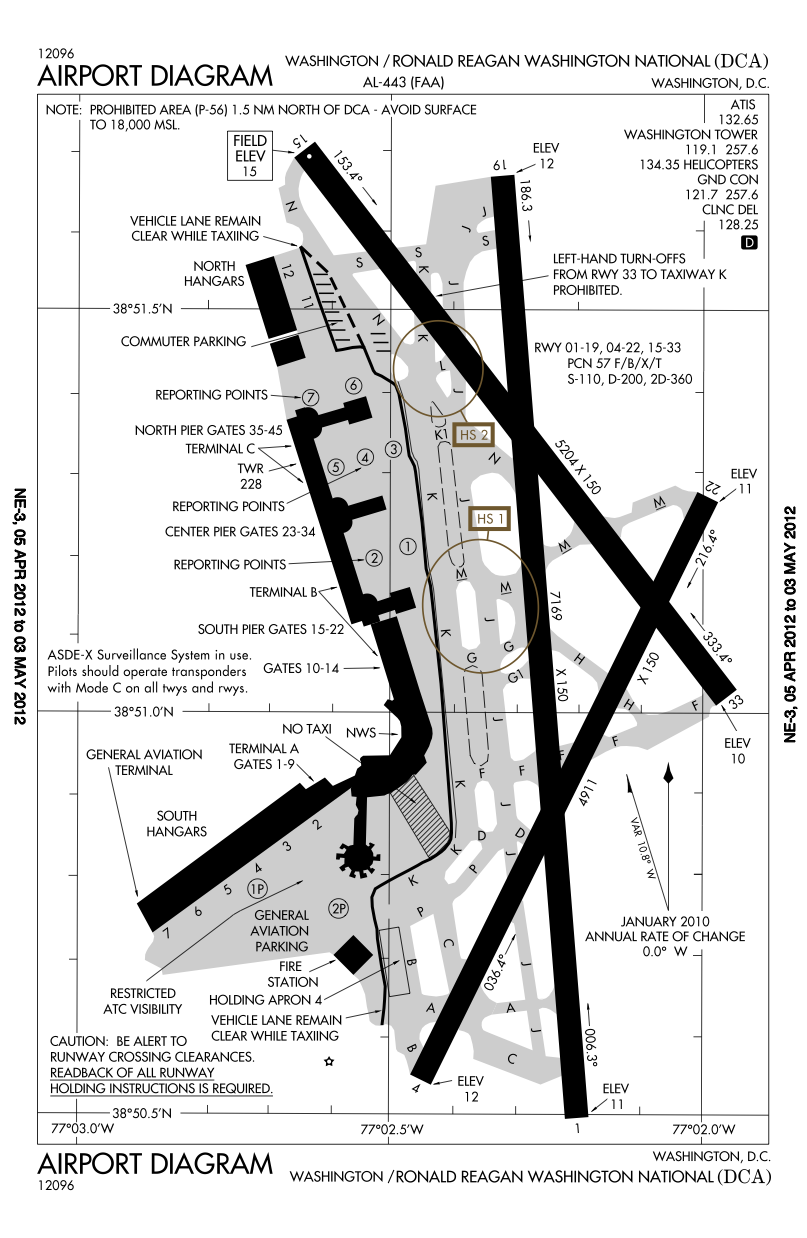
Dreifache Kreuzung der Bahnen (Flughafen Washington-Ronald-Reagan-National, USA)
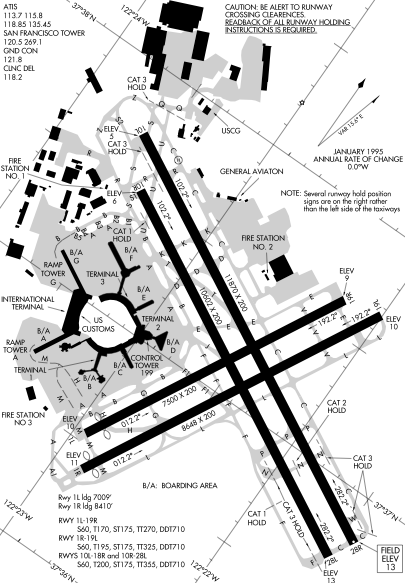
Vierfache Kreuzung der Bahnen (San Francisco International Airport, USA)
Sechsfache Kreuzung der Bahnen (Flughafen Boston, USA)

### Neigung
Die Start- und Landebahn darf in Europa nur einen geringen Neigungswinkel von wenigen Grad aufweisen, weil der Start bergauf erschwert würde und eine Landung auf geneigter Bahn erheblich schwieriger ist. Pro 1 % Längsneigung der Bahn muss eine Verlängerung um jeweils 10 % der Bezugsstartbahnlänge erfolgen, da ein Höhenunterschied innerhalb der Startbahn ein geringeres Beschleunigungsvermögen des Flugzeugs zur Folge hat.
Maximale Längsneigung:
- 2 % bei Codezahl 1 und 2
- 1 % bei Codezahl 3 und 4

Ausnahmen: Der Alpenflugplatz Courchevel hat eine Bahnneigung von 18,5 % oder ca. 11°. Bei solchen Altiports kann wegen starker Bahnneigung oder anderer geographischer Besonderheiten oft nur in eine Richtung gelandet und in Gegenrichtung gestartet werden.

### Sonderfall Flugzeugträger

Flugdeck (Durchstarten)

Auf großen Flugzeugträgern mit einem Winkelflugdeck gibt es zwei getrennte Bahnen. Während über den Bug hinaus ausschließlich gestartet werden kann, kann die längere Landebahn, die um einige Grad aus der Längsachse abgewinkelt ist, für Starts und Landungen benutzt werden. Kleinere Träger mit geradem Flugdeck, die eine kombinierte Start- und Landebahn besitzen, setzen am Ende der Startbahn einen „Ski-Jump“ ein, der die Flugzeuge in die Luft katapultiert.

### Sicherheitseinrichtungen
Um ein Hinausschießen landender Flugzeuge über die Landebahn hinaus zu verhindern, können bei Landebahnen, die an bebautes Gebiet oder querende Straßen grenzen, an den Enden der befestigten Oberfläche sogenannte EMAS (Engineered Materials Arrestor System) eingebaut werden. Diese bestehen aus porösem Material und lassen das Flugzeug beim Überrollen einsinken und bremsen es somit ab.

## Start-/Landebahnkennung

Ermittlung der Landebahnkennung anhand der Windrose

Start-/Landebahnkennung laut ICAO

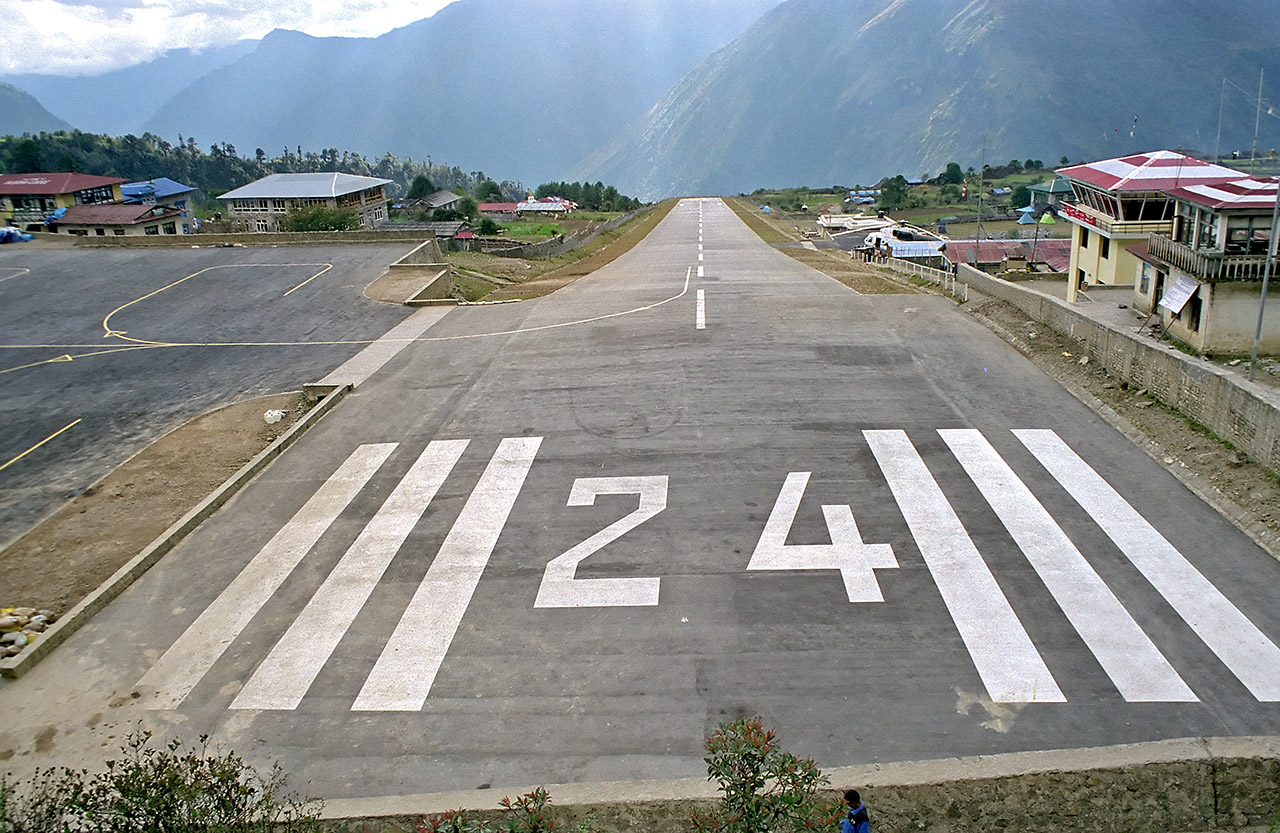
Kennung der Startbahn 24 des Flughafens Lukla. In der Gegenrichtung am anderen Ende befindet sich die Kennung als Landebahn 06

Die Bahnen werden mit ihrer Start-/Landebahnkennung (englisch runway designator) bezeichnet, die sich an den Gradzahlen der Kompassrose orientieren. Die Gradzahl wird durch zehn geteilt und kaufmännisch gerundet. Verläuft zum Beispiel eine Bahn in Ost-West-Richtung (90 bzw. 270 Grad), wird sie die Kennzeichnung 09/27 aufweisen. Die kleinere Zahl steht immer an erster Stelle, unabhängig von der gerade genutzten Betriebsrichtung der Bahn. Eine gerade Bahn, die in einer Richtung mit 04 bezeichnet wird, wird in der entgegengesetzten Richtung die Kennzeichnung 22 führen. Die Richtung der Bahnen unterscheidet sich um 180 Grad, die Kennzeichnung also um 18. Jede dieser beiden Nummern ist als große weiße Zahl an der jeweiligen Schwelle (Beginn der Landestrecke LDA) der Bahn aufgemalt, sodass sie von den Piloten aus der Luft bereits aus einiger Entfernung erkannt werden kann.
Da der wichtigste Bezug für Kursangaben in der Luftfahrt traditionell der Magnetkompass ist, richten sich auch die Kennzeichnungen der Pisten nach der magnetischen Nordrichtung. Eine Landebahn z. B. mit der Kennzeichnung 36 (für 360° bzw. Nord) weist also nicht zwingend auf den geographischen Nordpol, sondern lediglich in die Nordrichtung des dort gemessenen Erdmagnetfeldes. Die Abweichung zwischen geographischer und magnetischer Nordrichtung ist in Deutschland nur gering (2018 bis zu 4°), kann woanders jedoch erheblich höher sein; so liegt sie z. B. im brasilianischen Recife bei 22° West und in Thule (Grönland) derzeit (2016) sogar bei 47° West.
Da sich zudem das Magnetfeld der Erde kontinuierlich ändert, können sich auch die Kennungen bestehender Bahnen ändern. So wurde zum Beispiel die Bahn 15/33 des Flughafens Sylt im Juni 2006 auf 14/32 umbenannt, weil die Variation sich so weit geändert hatte, dass der gerundete Wert nur noch 140/320 Grad statt 150/330 Grad ergibt. 2021 wurde die Zweitpiste des Flughafens Basel umbenannt, für 2024 ist die Umbenennung der drei Bahnen am Flughafen Zürich geplant.
Verfügt ein Flugplatz über zwei Start- und Landebahnen, die parallel verlaufen und somit die gleichen Nummern als Kennzeichnung haben, so wird der rechts gelegenen Bahn (aus Sicht der Flugrichtung) der Buchstabe R (vom englischen right) hinzugefügt und der linken Bahn ein L (vom englischen left). Die volle Kennzeichnung wäre in einem solchen Fall, zum Beispiel, Startbahn 07R und Startbahn 07L. Wenn es sogar eine dritte parallele Bahn gibt, wird für die mittlere Piste der Buchstabe C (vom englischen center) gebraucht. Bei mehr als drei parallelen Bahnen (beispielsweise am Los Angeles International Airport) werden die Bezeichnungen für zwei Bahnen häufig abgerundet, während die Bezeichnung für die beiden anderen Bahnen aufgerundet wird. Die vier Bahnen in Kompassrichtung 249 werden dann beispielsweise als 25R, 25L, 24R und 24L bezeichnet.
Im Flugbetrieb wird immer nur eine Richtung genutzt. Diese legt der Tower fest und orientiert sich dabei in der Regel an der derzeitigen Windrichtung, um Luftfahrzeugen Starts und Landungen gegen den Wind zu ermöglichen, um kurze Startläufe und Landewege zu erreichen. Dabei kann es durchaus vorkommen, dass im laufenden Flugbetrieb die Betriebsrichtung geändert wird. Aus Betriebsrichtung 18 wird dann 36, das heißt, Starts und Landungen finden nicht mehr in Richtung Süden, sondern nach Norden statt.

## Markierungen
Die Start- und Landebahnen verfügen weiterhin über weiße Markierungen, die dem Piloten beim Starten und vor allem beim Landen helfen, die verschiedenen Abschnitte der Bahn und deren mittlere Achse zu erkennen, um auf diese Weise sicher zu manövrieren. In dem Bild rechts gilt die Markierung für eine Codezahl-4-Bahn (Bahnlänge größer 1800 Meter).

### Schwellenmarkierung/Schwelle
Die Schwellenmarkierung gibt an, ab wo auf der Piste ein Flugzeug landen darf. Sie ist durch eine durchgezogene Linie sowie einem Muster, das einem Zebrastreifen ähnelt, markiert.

### Kennung
Die Kennung gibt die ungefähre Ausrichtung der Piste an und ist durch eine zweistellige Zahl und ggf. den Buchstaben „L“, „R“ oder „C“ darunter markiert. Dazu wird die Ausrichtung in Grad verwendet und durch 10 geteilt. Verlaufen mehrere Pisten parallel, benutzt man die Abkürzungen L (engl.: left; dt.: links), R (engl.: right; dt. rechts) und C (eng.: central; dt.: zentral). Bei mehr als drei parallelen Pisten wird die Zahl vergrößert bzw. verkleinert.
Beispiel: Ein Flughafen hat vier parallele Pisten, die nach 253° (Westsüdwest) und 73° (Ostnordost) ausgerichtet sind. Die Gradzahl durch 10 dividiert ergibt also 25 und 07. Da es vier Bahnen gibt, werden die beiden äußeren zu 26 und 08 gerundet, die nächst näheren ganzen Zahlen. Dann werden wieder „L“ und „R“ verwendet, sodass man von Süd nach Nord diese Kennungen hat: 08R/26L; 07R/25L; 07L/25R; 08L/26R.

### Zielpunkt und Aufsetzzone
Der Zielpunkt gibt an, wo ein Flugzeug auf einer Instrumentenlandebahn auf der Piste aufsetzen muss. Bei einer Präzisionslandebahn werden die Markierungen der Aufsetzzone verwendet.

## Befeuerung

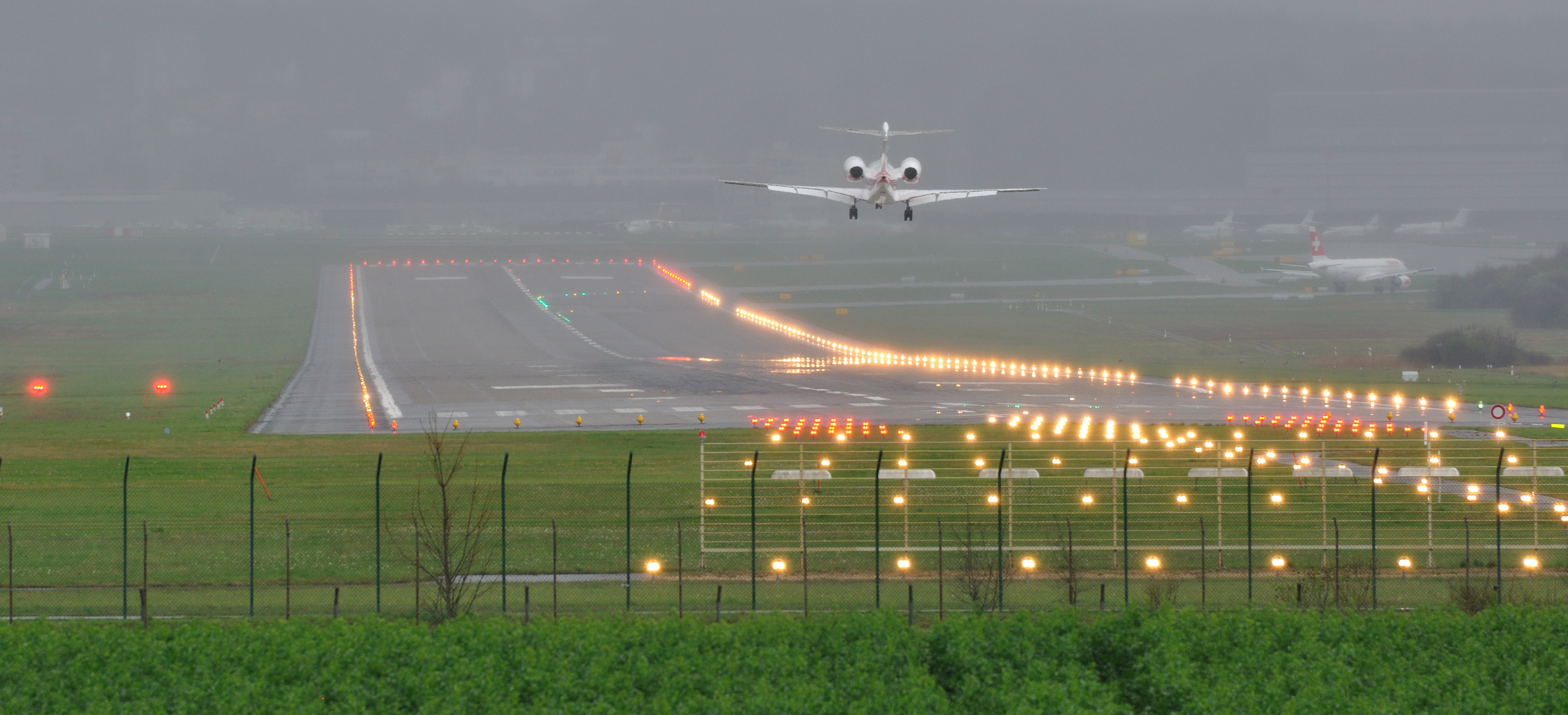
Landebahnbefeuerung Flughafen Zürich

Für die Starts und Landungen bei Dunkelheit und bei Nebel verfügen manche Start- und Landebahnen über eine Befeuerung, die die seitliche Begrenzung, die Mitte, den Anfang und das Ende der Bahn und einige der Abschnitte markiert.
- Alle Taxiways (Rollbahnen) sind mit grünen Lichtern befeuert (die Ränder blau), vom Rollhalt zur Pistenmittellinie grün (grün-gelb, falls CAT-II/III-Schutzzonen vom ILS betroffen sind).
- Start- und Landebahnen sind an den Rändern mit weißen Lichtern befeuert. Die Mittellinienmarkierung ist auch weiß befeuert; bei CAT II/III sind von den letzten 900 Metern 600 Meter rot-weiß und die letzten 300 Meter nur rot codiert. Das Ende ist rot befeuert, die Landeschwelle grün, die Landebahnaufsetzzone weiß (nur bei CAT II/III).
- Der Rollhalt ist rot befeuert, und es sind eventuell beleuchtete Hinweistafeln (gelb) vorhanden. CAT-II/III-Halteorte sind ebenfalls rot befeuert und mit roten Schildern versehen.
- Zwischenhaltepositionen sind orange befeuert.
- Das Vorfeld hat blaue Randbefeuerung und Scheinwerfer.

Anflugbefeuerungen werden unterschieden für Präzisionsanflüge und Nicht-Präzisionsanflüge. Präzisionsanflüge bedürfen einer Mindestlänge von 720 Metern Anflugbefeuerung (bei ILS-Kategorie CAT I), bei CAT II und CAT III 900 Meter.
Bahnen für Nicht-Präzisions-Anflüge sollen mit einer mindestens 720 Meter langen Anflugbefeuerung ausgestattet sein. Ausnahmen bis auf 420 Meter sind möglich. Unter gewissen physikalischen Gegebenheiten (Abhang oder ähnlich) ist auch eine kürzere Länge der Anflugbefeuerung, jedoch unter weiteren Auflagen möglich, so beispielsweise in Allendorf/Eder: GPS-Anflugverfahren, aber nur 150 Meter Anflugbefeuerung (allerdings Heraufsetzung der MDH).
Zusätzlich können neben der Bahn optische Anflughilfen installiert sein. VASI ermöglicht eine Überprüfung des Drei-Grad-Sinkfluges zur Bahn durch zwei oder vier hintereinander angeordnete Scheinwerfer („White white: your height!, red white: you're right!, red red: you're dead.“), das Precision-Approach-Path-Indicator-System (PAPI) bietet eine präzisere Landehilfe und besteht aus vier nebeneinanderstehenden Lampen. Auch hier gibt es einen Farbcode aus Rot (zu niedrig) und Weiß (zu hoch); der richtige Gleitpfad ist erreicht, wenn der Pilot zwei rote und zwei weiße Lichter sieht.

## Betrieb
Flugzeuge werden häufig an größeren Flugplätzen durch ein Follow-me-Car von der Landebahn zur Parkposition gebracht. Insbesondere ist es üblich, Flugzeuge, die nicht an einem Gate abgefertigt werden oder selbständig zum General Aviation Terminal (GAT) rollen, von einem Follow-me-Car zu ihrer Abstellposition zu begleiten. An den Gates großer Flughäfen erfolgt eine Einweisung durch Bodenpersonal, sogenannte Marshaller.
Bei entsprechenden Witterungsbedingungen kann die Bahn nur verwendet werden, wenn sie von Schnee geräumt und zum Auftauen bzw. zur Verhinderung von Eisbildung mit Bewegungsflächenenteiser behandelt wurde.

## Flugplätze mit vielen Startbahnen
Der Flughafen Chicago hat acht Start- und Landebahnen, dies ist weltweit die höchste Anzahl. Der Flughafen Dallas/Fort Worth hat sieben Start- und Landebahnen.
Über sechs Bahnen verfügt der flächenmäßig größte Flughafen der USA, der Flughafen Denver, während der Flughafen mit den weltweit höchsten Passagierzahlen, der Flughafen Atlanta, „nur“ über fünf Bahnen verfügt. Der größte niederländische Flughafen Amsterdam verfügt ebenfalls über sechs Bahnen. Der Flughafen Paris-Charles-de-Gaulle, der Flughafen Frankfurt Main und der größte Flughafen Japans, der Flughafen Tokio-Haneda, verfügen über vier Bahnen, während der größte Flughafen Belgiens, der Flughafen Brüssel-Zaventem, über drei Bahnen verfügt. Der Flughafen London Heathrow (größtes internationales Passagieraufkommen in Europa, drittgrößtes Gesamtpassagieraufkommen weltweit) verfügt dagegen nur über zwei Bahnen. Die Flughäfen Flughafen Toronto-Pearson, George Bush Intercontinental Airport in der Nähe von Houston im US-Bundesstaat Texas sowie der Flughafen Logan International Airport von Boston verfügen alle über fünf Start- und Landebahnen. Der Flughafen Detroit Metropolitan Wayne County Airport verfügt über insgesamt sechs Start- und Landebahnen.
Der im Oktober 2018 eröffnete neue Flughafen Istanbul soll im Endausbau mit sechs Start- und Landebahnen (und jährlich 150 Millionen Passagieren) auf einem Gelände von rund 9000 Hektar der „größte Flughafen der Welt“ werden. Dubai baut ebenfalls am „größten Flughafen der Welt“ dem Al Maktoum International Airport, er wird als Ergänzung zum bestehenden Dubai International Airport über fünf parallel angeordnete Start- und Landebahnen und eine Kapazität von 160 Millionen Passagieren verfügen (geplante vollständige Fertigstellung bis 2025). Dies wird vom Flughafen Peking-Daxing, dessen Fertigstellung für 2020 geplant war und schon 2019 fertiggestellt worden ist, mit acht geplanten Start- und Landebahnen noch übertroffen.

## Start- und Landebahnen der deutschen Flugplätze
Im internationalen Vergleich verfügen Deutschlands Flugplätze über eine relativ geringe Anzahl an Start- und Landebahnen.

### Internationale Verkehrsflughäfen
Unter den 15 als Internationaler Verkehrsflughafen klassifizierten Flugplätzen hat nur der Flughafen Frankfurt Main vier Bahnen. Mit einem momentanen Maximum von drei Bahnen sind die Flughäfen Hannover und Köln/Bonn ausgestattet. Sechs verfügen über zwei Pisten: Bremen, Düsseldorf, Hamburg, Leipzig/Halle, Berlin Brandenburg und München.
Die verbleibenden sechs Flughäfen haben nur eine Start- und Landebahn.

### Verkehrslandeplätze
Der Flugplatz Juist hat vier Start- und Landebahnen, eine mit fester Oberfläche und drei Grasbahnen.